# Parafia św. Stanisława Biskupa i Męczennika w Klukowie
Parafia pw. Świętego Stanisława Biskupa i Męczennika w Klukowie – parafia należąca do dekanatu nasielskiego, diecezji płockiej, metropolii warszawskiej.
Parafia została erygowana w XIV wieku. 

## Miejsca święte

### Kościół parafialny
Wzmianki o pierwszym drewnianym kościele pochodzą z lat 1416 i 1425. Kolejne drewniane świątynie powstały w 1693 i 1763. Po pożarze z 6 grudnia 1963 wzniesiono dzisiejszy murowany kościół według projektu prof. Stanisława Marzyńskiego. Dnia 24 sierpnia 1969 bp płocki Bogdan Sikorski dokonał poświęcenia kościoła pod wezwaniem Matki Bożej Częstochowskiej. Konsekracji kościoła dokonał biskup płocki Stanisław Wielgus 7 kwietnia 2002.

## Obszar parafii

### Miejscowości i ulice
W granicach parafii znajdują się miejscowości:
- Bruliny,
- Bylice,
- Gaj,
- Godacze,
- Gołębie,
- Jurzynek,
- Klukowo,
- Klukówek,
- Kubice (oprócz numerów 16-18),
- Ostrzeniewo,
- Pękale,
- Prusinowice,
- Świercze,
- Świercze-Siółki,
- Świeszewko
- Wyrzyki.